# Reiki von Carlowitz
Reiki von Carlowitz (* 1987 in Bielefeld) ist eine deutsche Schauspielerin.

## Leben
Reiki von Carlowitz wurde 1987 geboren. Zwischen 2006 und 2009 studierte sie „Film und Fernsehen – Fachrichtung Regie“ und schloss den Studiengang  als Bachelor ab.  2009 hatte sie ihren ersten Einsatz als Produktionsassistentin für den Kurzfilm Gisberta, es folgten weitere Engagements als Produktionsassistentin, Regieassistentin und im Castingbereich, u. a. für die deutsch-amerikanische Filmkomödie Grand Budapest Hotel.
Ihre erste Rolle als Schauspielerin hatte von Carlowitz 2012 in dem Fernsehfilm Just Married – Hochzeiten zwei mit Senta Berger und Friedrich von Thun in den Hauptrollen. Seitdem spielte sie in mehreren Fernsehserien und Fernsehfilmen, u. a. in den Krimireihen Tatort und SOKO Leipzig sowie in der Krankenhausfernsehserie Bettys Diagnose.
Seit 2016 ist die Schauspielerin auch als Synchronsprecherin tätig.

## Filmografie

### Als Schauspielerin
- 2013: Just Married – Hochzeiten zwei
- 2014: Weihnachten für Einsteiger
- 2015: Ku’damm 56
- 2015: Der gleiche Himmel
- 2015: Die Stadt und die Macht
- 2016: Ein Sommer auf Sizilien
- 2016: Tatort: Amour Fou
- 2016, 2022: SOKO Leipzig – Folgen Schutzlos, Lauf, wenn du kannst
- 2018: Gut gegen Nordwind
- 2019: Lucie. Läuft doch! – Folge „Pissnelke“
- 2020: Legal Affairs
- 2020: Dengler – Folge „Kreuzbergblues“
- 2020: Bettys Diagnose – Folge „Für immer verbunden“
- 2020: Marie Brand und die Leichen im Keller
- 2022: SOKO Leipzig – Folge „Lauf, wenn du kannst“
- 2021: Der Palast (Fernsehserie)
- 2023: Die Q ist ein Tier
- 2024: Tatort: Am Tag der wandernden Seelen
- 2024: Die Ironie des Lebens

### Als Mitarbeiterin der Produktion
- 2009: Gisberta
- 2012: Der Turm
- 2013: Just Married – Hochzeiten zwei
- 2014: The Grand Budapest Hotel
- 2014: Weihnachten für Einsteiger
- 2015: Ein Sommer in Masuren
- 2016: Ein Sommer auf Sizilien
- 2016: Frauen